# Manuel Díaz Medina
Manuel Díaz Medina (Gáldar, 1 de octubre de 1950) es un dibujante, carpintero y maestro tallista español.

## Trayectoria
Se inició en el oficio a la edad de 13 años cuando comenzó a trabajar con el gremio de los carpinteros en el municipio de Gáldar y Guía, formándose en los talleres de carpintería y ebanistería. Su primera talla fue una virgen realizada en 1968 a la edad de 18 años. En su formación como tallista, combinó el oficio de artista modelador de la madera con la profesión de carpintero, trabajando tanto dentro de las islas Canarias como fuera (Sahara español, el País Vasco y Portugal).
Se acercó a la escultura de la mano de José de Armas Medina artista escultor natural de Agaete. Destaca por su labor de reinterpretación en madera de las figuras inspiradas en la obra pictórica del pintor indigenista Antonio Padrón tales como harimaguadas, campesinas, jareas, camellos, cabras y la emblemática abubilla, símbolo del pintor.  
Entre sus últimas exposiciones destacan la celebrada en 2013 en la Casa-Museo Antonio Padrón compuesta por un total de 47 figuras basadas en las obras del pintor indigenista, natural de Gáldar, Antonio Padrón, la celebrada en 2015 en la Sala Sabor del municipio de Gáldar y en la Casa-Museo León y Castillo de Telde en 2016, donde se sumó a una muestra de ocho obras pictóricas del pintor Antonio Padrón.
En julio de 2018, celebró en la Casa de la Cultura de Santa María de Guía de Gran Canaria una exposición que bajo el título DEtalla en madera, reunió gran parte de sus obras talladas en madera.

## Galería

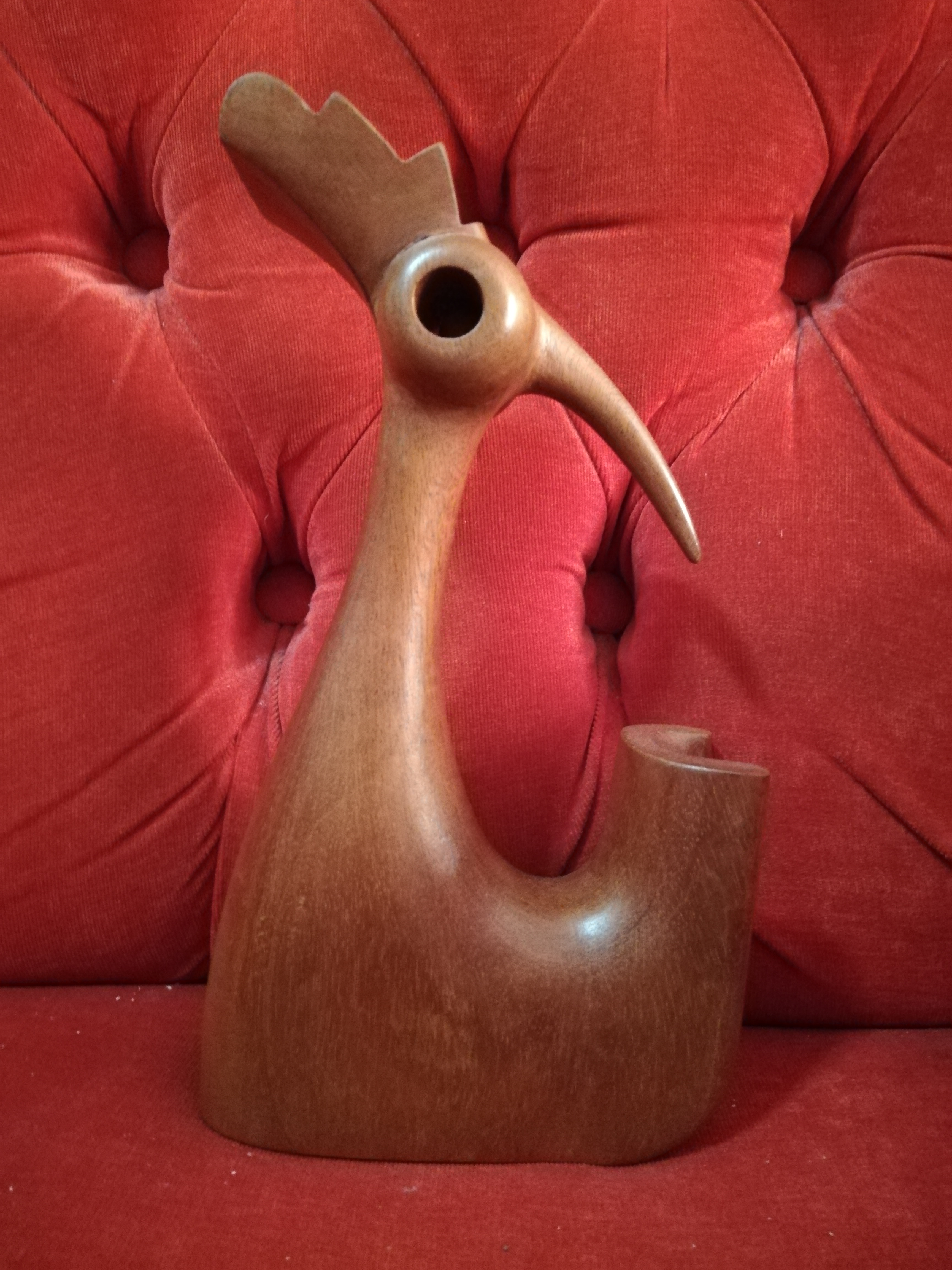
Abubilla. Obra tallada en madera.